# Lámpara de haluro metálico

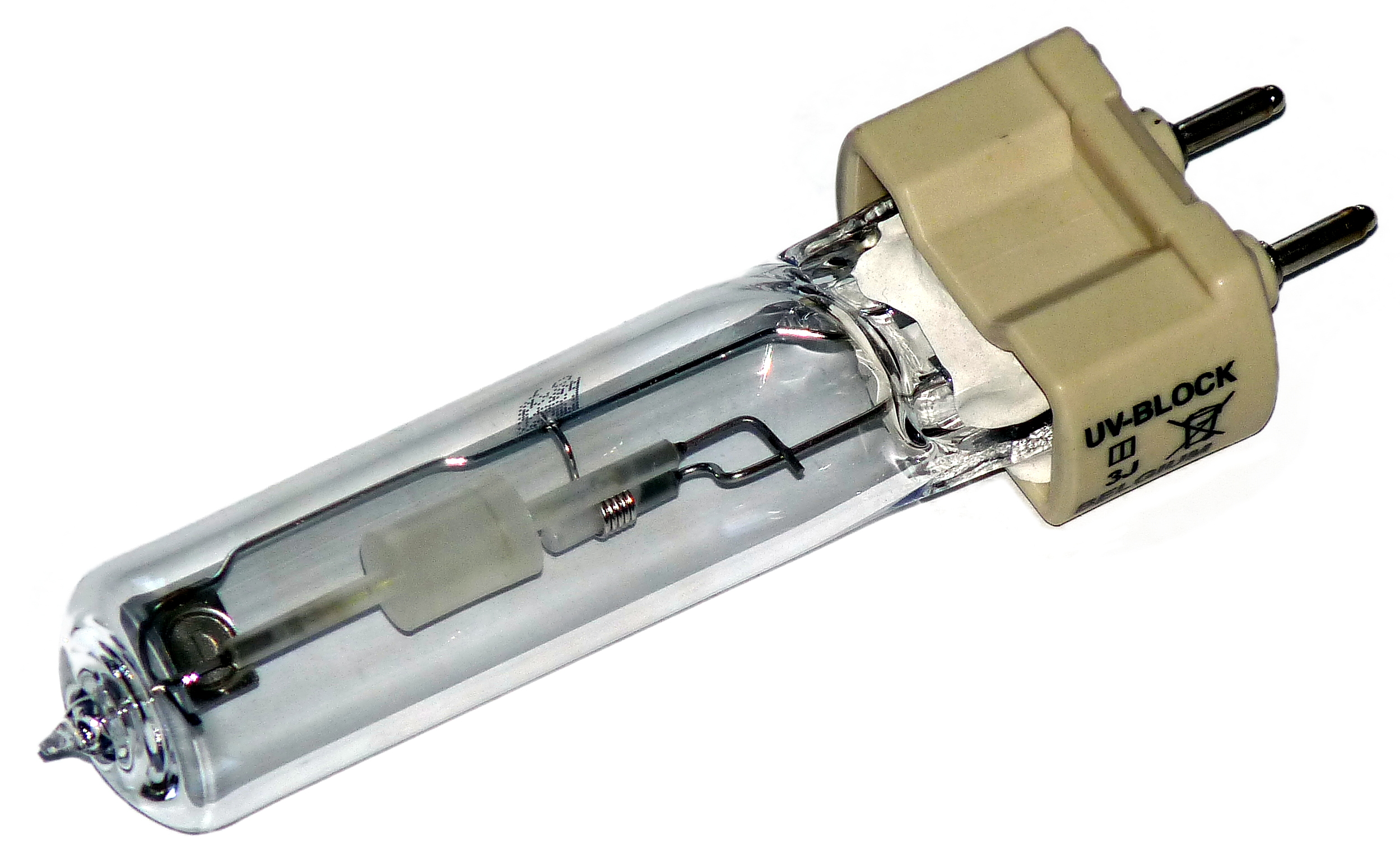
Una lámpara de haluro metálico de 35w

Las lámparas de haluro metálico, también conocidas como lámparas de aditivos metálicos, lámparas de halogenuros metálicos, lámparas de mercurio halogenado o METALARC, (Metal-halide lamp, en inglés) son lámparas de descarga de alta presión, del grupo de las lámparas llamadas HID (High Intensity Discharge). Son generalmente de alta potencia y con una buena reproducción de colores, además de la luz ultravioleta. 
Charles Steinmetz inventó la lámpara de haluro metálico en 1912, y revolucionó la Iluminación del mundo. Esta lámpara se utiliza actualmente en casi todos los pueblos y ciudades del mundo.

## Usos

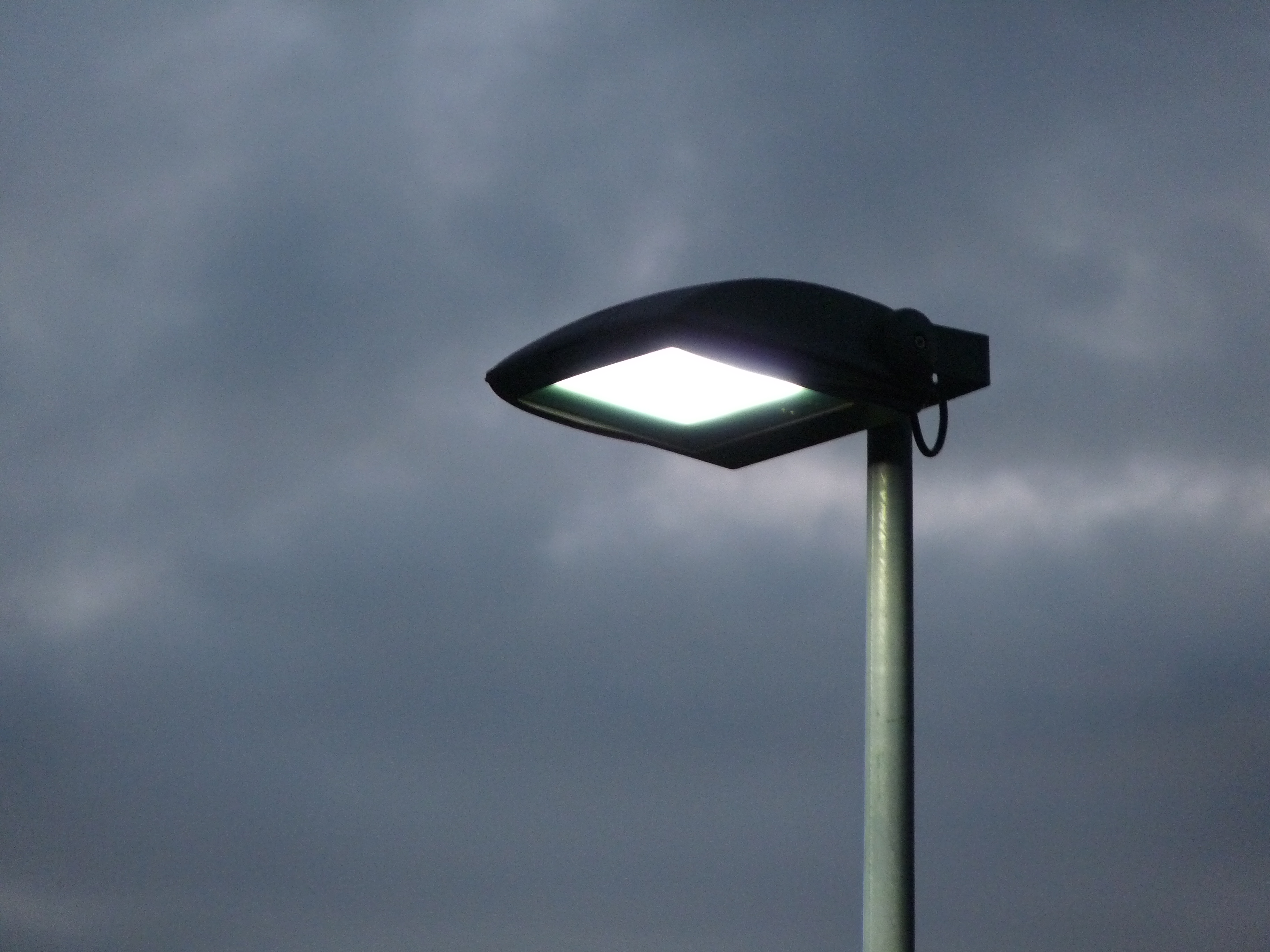

Son de uso industrial tanto como de uso doméstico. Generalmente se le suele usar en estaciones de combustible, plazas, fábricas, centro comerciales, estadios deportivos, estacionamientos y alumbrado público. También se le suele usar en la iluminación de acuarios. Por su amplio espectro de colores, se le suele usar en lugares donde se requiere una buena reproducción de colores, como estudios de televisión  y campos deportivos.

## Funcionamiento
Como las otras lámparas eléctricas de descarga de gas, por ejemplo las lámparas de vapor de mercurio (muy similares a la de haluro metálico), la luz se genera pasando un arco eléctrico a través de una mezcla de gases. En una lámpara de haluro metálico, el tubo compacto donde se forma el arco contiene una mezcla de argón, mercurio y una variedad de haluros metálicos. Las mezclas de haluros metálicos afecta la naturaleza de la luz producida, variando correlacionadamente la temperatura del color y su intensidad (por ejemplo, que la luz producida sea azulada o rojiza). El gas argón se ioniza fácilmente, facultando el paso del arco voltáico pulsante a través de dos electrodos, cuando se le aplica un cierto voltaje a la lámpara. El calor generado por el arco eléctrico vaporiza el mercurio y los haluros metálicos, produciendo luz a medida que la temperatura y la presión aumentan. Como las otras lámparas de descarga eléctrica, las lámparas de haluro metálico requieren un equipo auxiliar para proporcionar el voltaje apropiado para comenzar el encendido y regular el flujo de electricidad para mantener la lámpara encendida. La lámpara de haluro metálico tiene como característica especial que funciona mejor en sitios abiertos

## Componentes
Los principales componentes de la lámpara de haluro metálico son los siguientes. Tienen una base metálica (a veces una en cada extremo), que permita la conexión eléctrica. La lámpara es recubierta con un cristal protector externo (llamado bulbo) que protege los componentes internos de la lámpara (a veces también es dotado de un filtro de radiación ultravioleta, provocada por el vapor de mercurio). Dentro de la cubierta de cristal, se encuentran una serie de soportes y alambres conductores que sostienen el tubo de cuarzo (donde se forma el arco voltaico y la luz), y a su vez este se encaja en los electrodos de tungsteno. Dentro del tubo de cuarzo, además del mercurio, contiene yoduros, bromuros de diferentes metales y un gas noble. La composición de los metales usados define el color y la temperatura de la luz producida por la lámpara. 
Otros tipos tienen el tubo donde se forma el arco de alúmina en vez de cuarzo, como las lámparas de vapor de sodio. Usualmente estos son llamados haluro metálico de cerámica o CMH (del inglés Ceramic Metal Halide)
Algunas lámparas son recubiertas internamente con fósforo para difundir la luz.

## Balastos

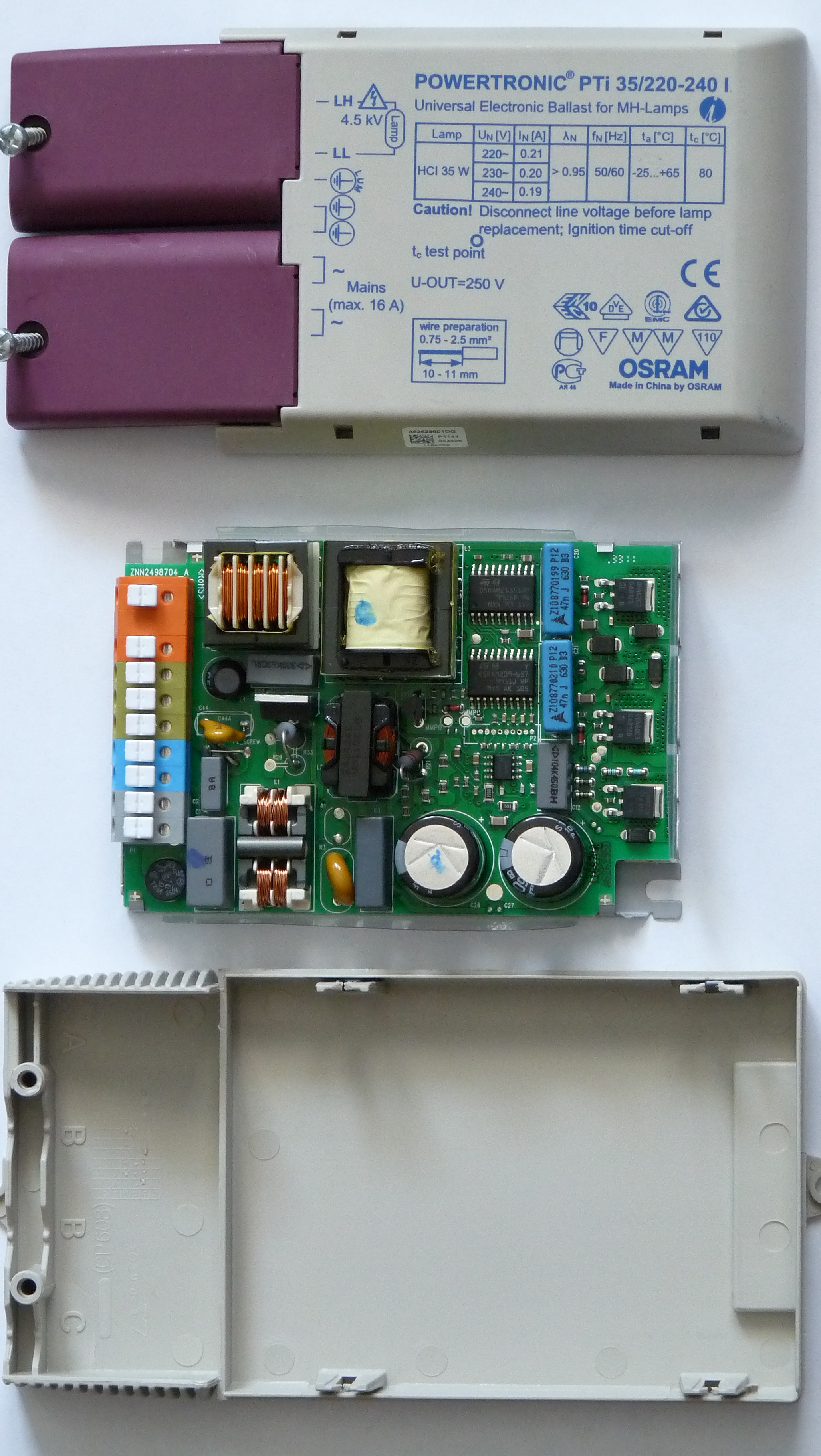
Un balasto electrónico de 35w

Las lámparas de haluro metálico requieren balastos para regular el flujo continuo del arco y proporcionar el voltaje apropiado a la lámpara. Algunas lámparas grandes contienen un electrodo especial de encendido para generar el arco cuando la lámpara es encendida, generando un parpadeo leve al momento del encendido. Las lámparas más pequeñas no requieren un electrodo de encendido, y en lugar de este utilizan un circuito especial de encendido, que se encuentra dentro del balasto, generando un pulso de alto voltaje entre los electrodos de funcionamiento. 
En el caso de los balastos electrónicos, algunos están disponibles para las lámparas de haluro metálico. La ventaja de estos balastos es que tienen un control más preciso y exacto de la potencia, proporcionando un color más consistente y una vida más larga de la lámpara. En algunos casos se dice que los balastos electrónicos incrementan la eficiencia de la lámpara, reduciendo el consumo eléctrico, pero hay excepciones, por ejemplo las lámparas de alta frecuencia (High Output) o muy alta frecuencia (Very High Output) donde el rendimiento no aumenta con el uso de balastos electrónicos.
El tiempo de vida de estas lámparas va desde las 20.000 a 22.000 h